# Женская сборная ветеранов Словакии по кёрлингу
Женская сборная ветеранов Словакии по кёрлингу — национальная женская сборная команда, составленная из игроков возраста 50 лет и старше. Представляет Словакию на международных соревнованиях по кёрлингу. Управляющей организацией выступает Ассоциация кёрлинга Словакии (словац. Slovenský curlingový zväz, англ. Slovak Curling Association).

## Результаты выступлений

### Чемпионаты мира
| Год        | Место          | И              | В              | П              | Состав (скипы выделены шрифтом) | Состав (скипы выделены шрифтом) | Состав (скипы выделены шрифтом) | Состав (скипы выделены шрифтом) | Состав (скипы выделены шрифтом) | Состав (скипы выделены шрифтом) |                |
| Год        | Место          | И              | В              | П              | четвёртый                       | третий                          | второй                          | первый                          | запасной                        | тренер                          |                |
| ---------- | -------------- | -------------- | -------------- | -------------- | ------------------------------- | ------------------------------- | ------------------------------- | ------------------------------- | ------------------------------- | ------------------------------- | -------------- |
| 2002—11    | не участвовали | не участвовали | не участвовали | не участвовали | не участвовали                  | не участвовали                  | не участвовали                  | не участвовали                  | не участвовали                  | не участвовали                  | не участвовали |
| 2012       | 14             | 6              | 0              | 6              | Elena Jancarikova               | Margita Matuskovicova           | Maria Plandorova                | Dana Moravcikova                |                                 |                                 |                |
| 2013       | не участвовали | не участвовали | не участвовали | не участвовали | не участвовали                  | не участвовали                  | не участвовали                  | не участвовали                  | не участвовали                  | не участвовали                  | не участвовали |
| 2014       | 6              | 8              | 4              | 4              | Elena Jancarikova               | Maria Liptakova                 | Margita Matuskovicova           | Maria Plandorova                |                                 | Pavel Kocian                    |                |
| 2015       | 12             | 5              | 0              | 5              | Elena Jancarikova               | Maria Liptakova                 | Margita Matuskovicova           | Antonia Spilakova               |                                 | Pavel Kocian Juraj Matuskovic   |                |
| 2016       | не участвовали | не участвовали | не участвовали | не участвовали | не участвовали                  | не участвовали                  | не участвовали                  | не участвовали                  | не участвовали                  | не участвовали                  | не участвовали |
| 2017       | 12             | 6              | 1              | 5              | Maria Liptakova                 | Margita Matuskovicova           | Katarina Bernatova              | Antonia Spilakova               | Iveta Vaculova                  |                                 |                |
| 2018—н. в. | не участвовали | не участвовали | не участвовали | не участвовали | не участвовали                  | не участвовали                  | не участвовали                  | не участвовали                  | не участвовали                  | не участвовали                  | не участвовали |

(данные с сайта результатов и статистики ВФК: )